# فالي (إستونيا)
فالي (بالإنجليزية: Valli, Estonia)‏ هي قرية تقع في إستونيا في Raikküla Parish. يقدر عدد سكانها بـ 72 نسمة.